# パローツ人
パローツ（palóc [ˈpɒloːʦ], 複 palócok [ˈpɒloːʦok]）は、ハンガリー（マジャル人）の民族集団とされる人々のひとつ。1600年ごろからハンガリーの公文書に見られ始めるが、現在まで具体的にどのような民族グループであるかという定義はなされていない。チェルハート山地やマートラ山地、ビュック山地の周囲の150ほどの村に住む人々がパローツ人であるといわれている。現在のノーグラード県やヘヴェシュ県、ボルショド県などの地域である。
パローツは、語源的には、黒海北岸からベッサラビア方面に遊牧していたテュルク系遊牧民クマン人の別称ポロヴェツ(Половцы; Polovtsy)に由来する。
パローツ人の名前が広く知られるようになったのは、19世紀に自らもパローツ人であるミクサート・カールマーン (Mikszáth Kálmán) が「善きパローツ人たち」(A jó palócok)という短編小説集を出版してからである。その小説にもあるように、パローツ人は他のハンガリー人たちとは気性や生活様式、民俗衣装、方言などの点で現在に至るまで独自性を保っているといえよう。
パローツ人の話すハンガリー語はパローツ方言としてハンガリー語の中でも特異な存在である。ハンガリー語の下段の（広い）母音の a の音価は共通語では短母音の a が円唇母音の [ɒ] で、長母音の á が平唇母音の [ɑ̈ː] であるが、パローツ方言では短母音の音価が平唇母音の [ɑ̈] で、長母音の音価が円唇母音の [ɒː] となる。また、ブダペスト共通語では中段の短母音 ë [e]（狭い e）と下段の短母音 e [ɛ]（広い e）の区別がされず、さらに共通語とパローツ方言以外の方言では、この2種類の ë と e の長母音が1つの é [e̝ː] に中和化してしまっているのが、パローツ方言のみ、ë [e] の長母音は [e̝ː]、e [ɛ] の長母音は [ɛː] とそれぞれの短母音の特徴を維持したまま、2つの独立した音素として残っている。
例：
「縁（ふち）、端（はし）、縁（へり）」

　　共通語　　　　szél [ˈse̝ːl]（主格）　szélt [ˈse̝ːlt]（対格）　szélëk [ˈse̝ːlek]（複数）

　　パローツ方言　szél [ˈse̝ːl]（主格）　szélt [ˈse̝ːlt]（対格）　szélëk [ˈse̝ːlek]（複数）

「風」

　　共通語　　　　szél [ˈse̝ːl]（主格）　szelet [ˈsɛlɛt]（対格）　szelek [ˈsɛlɛk]（複数）

　　パローツ方言　szél [ˈsɛːl]（主格）　szelet [ˈsɛlɛt]（対格）　szelek [ˈsɛlɛk]（複数）